# Хроновце
Хроновце (слч. Hronovce) насељено је мјесто са административним статусом сеоске општине (слч. obec) у округу Љевице, у Њитранском крају, Словачка Република.

## Становништво
| Година:    | 1994. | 2004.   | 2014.   | 2024.   |
| ---------- | ----- | ------- | ------- | ------- |
| Број људи: | 1480  | 1520    | 1473    | 1451    |
| Разлика:   |       | +2,70 % | -3,09 % | -1,49 % |

| Година:    | 2023. | 2024.   |
| ---------- | ----- | ------- |
| Број људи: | 1446  | 1451    |
| Разлика:   |       | +0,34 % |

Према подацима о броју становника из 2011. године насеље је имало 1.480 становника.